# Salvatierra de Miño
Salvatierra de Miño (oficialmente en gallego Salvaterra de Miño), hasta 1916 conocido simplemente como Salvatierra,
es un municipio español de la provincia de Pontevedra, en Galicia. Salvatierra de Miño es uno los municipios que componen el área metropolitana de Vigo y, junto con Monção, en Portugal, forma una eurociudad.

## Geografía
El municipio se encuentra en la frontera meridional de la provincia de Pontevedra, en la confluencia de los valles de los ríos Tea y Miño, y teniendo como límites naturales la sierra de Paradanta, en el municipio de Nieves, al este; al norte los municipios de Mondariz y Puenteareas; al sur el río Miño, que le separa de Portugal (municipio de Monçao) y al oeste limita con el arroyo Caselas que le separa de Salceda de Caselas y la parroquia de Caldelas de Tuy, perteneciente al municipio de Tuy.

## Historia
El 24 de mayo de 991 otorgó D. Bermudo a la iglesia de Santiago un privilegio en el que donaba el señorío y valle de Salvatierra, que había heredado de su padre Ordoño III.
Contaba ya con varias iglesias y poblaciones, siendo la principal "Lacitorium", en el siglo XIV "Lazoiro" y desde finales del siglo XV Salvatierra.
En 1218, Alfonso IX, para facilitar a villanos y pecheros los medios de burlar los excesos de los señores feudales, promovió la formación de muchas villas y lugares, entre ellas Salvatierra.
Destaca una de las anécdotas de Pedro Madruga en aquella ocasión en que, perseguido por el arzobispo de Compostela y el conde de Monterrey, se pasó a Portugal tras haber dejado guarnecidas sus ocho o nueve fortalezas.
Habla Velasco de Aponte: «Pero sus enemigos fueronse a más andar derechos a Salvatierra y, mirándola muy bien en rededor, parecioles muy forte con buenas cercas, con sus torres, y en circo y barreira y ponte labadiza vieron que no la podían combatir, porque estaban dentro buenos sesenta hombres bien armados, con buenos tiros de fogo, espingardas y ballestas fortes».
Fue tal la defensa, que arrojaron contra los sitiadores las propias almenas del castillo. Y viendo que el alba ya asomaba y el madrugador conde de Camiña se aprestaba a repasar el río, levantaron el cerco a condición de que dejasen en libertad a García Sarmiento de Sotomayor, señor de Sobroso, y a Fernán de Camba, que estaban allí prisioneros, y fue cuando este dijo, al soltarlo: «Bendita serás Salvaterra, que así salvas a los hombres»; de aquí proviene el conocido cantar:
| Original: Salvaterra, Salvaterra, donde estiven en prisiones, non te chamen Salvaterra que te chamen Salvahomes. | Traducción: Salvatierra, Salvatierra, donde estuve en prisiones no te llamen Salvatierra que te llamen Salvahombres. |

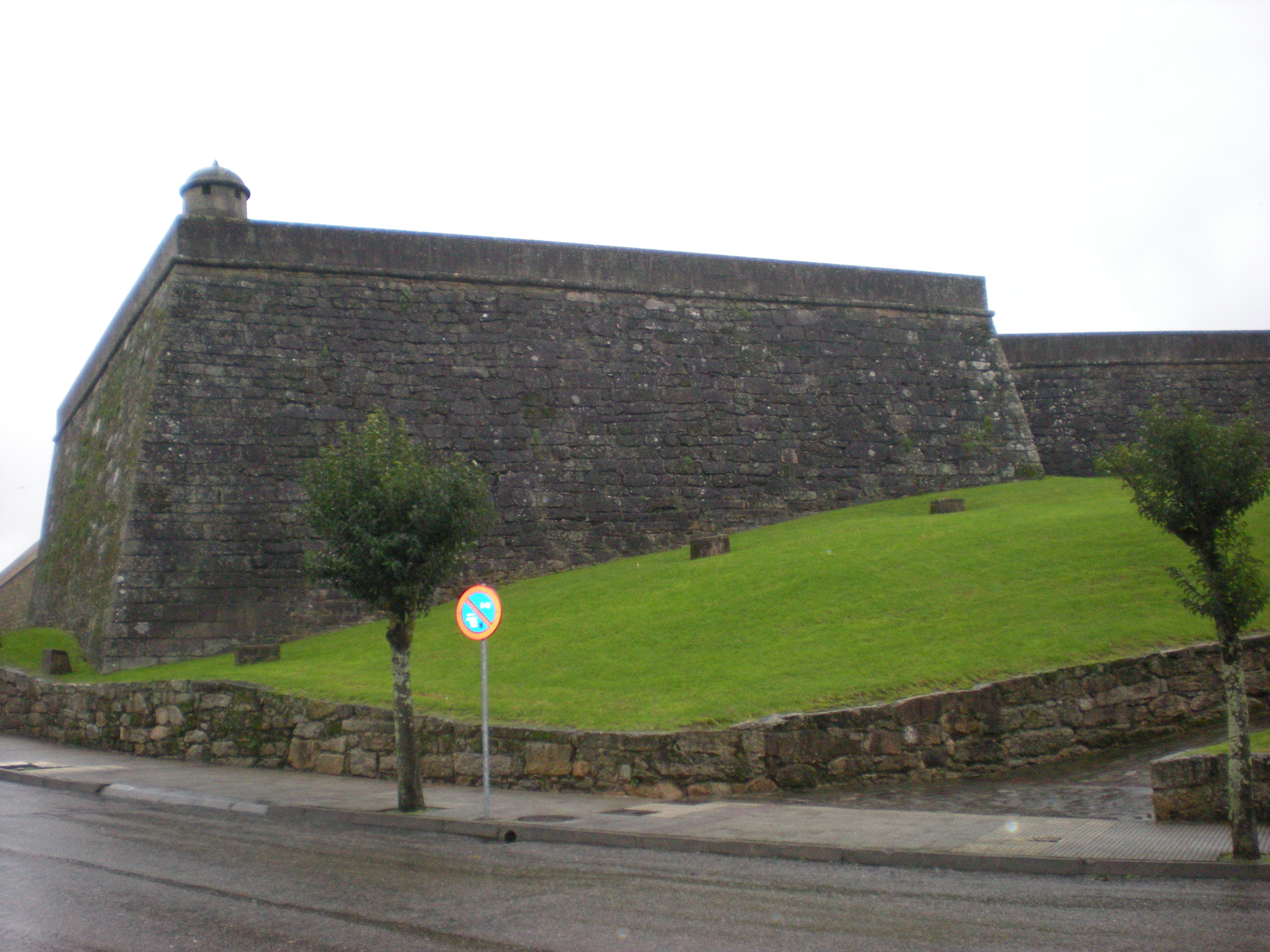
Murallas de la ciudad

Diego Sarmiento, Señor de Salvatierra, acudió en 1568 con quinientos hombres para la defensa de Pontevedra contra las incursiones del pirata Francis Drake, que ya había desembarcado en Vigo. Siguiendo la cronología, entran en su historia los episodios de las guerras con Portugal, a las que ya se hizo referencia. Igualmente tomó parte en las guerras entre Doña Teresa de Portugal y su hermana Doña Urraca de Castilla.

### Ocupación portuguesa
En la época de la guerra de Restauración portuguesa, Salvatierra estuvo bajo dominio portugués entre 1643 y 1659, desde que Gregorio Lopes de Puja, traicionando a García Sarmiento de Sotomayor, la entregó al portugués João Rodrigo de Vasconcelos e Sousa, conde de Castelo Melhor, hasta que las tropas españolas lograron la capitulación de los ocupantes portugueses tras la ocupación de Monção y el sitio a Salvatierra.

### SigloXX
Hasta la reforma de la nomenclatura municipal de 1916, el municipio se llamaba simplemente Salvatierra. En dicha fecha su nombre fue modificado por el de Salvatierra de Miño.

## Demografía
Cuenta con una población de 10 471 habitantes (INE 2024).
| Gráfica de evolución demográfica de Salvatierra de Miño entre 1842 y 2021 |
| |
| Población de derecho según los censos de población del INE Población de hecho según los censos de población del INEEn estos censos se denominaba Salvatierra: 1842, 1857, 1860, 1877, 1887, 1897 y 1900 En estos censos se denominaba Salvatierra de Miño: 1910, 1920, 1930, 1940, 1950, 1960, 1970 y 1981 |

## Administración y política

### Gobierno municipal
| Partido político                           | 2019  | 2019  | 2019       |
| Partido político                           | Votos | %     | Concejales |
| Partido Popular de Galicia (PPdeG)         | 2886  | 51,45 | 7          |
| Partido dos Socialistas de Galicia (PSdeG) | 1657  | 29,54 | 4          |
| Bloque Nacionalista Galego (BNG)           | 1019  | 18,17 | 2          |

### Organización territorial
Parroquias que forman parte del municipio:
- Alján[8]
- Arantey (San Pedro)[8]
- Cabreira (San Miguel)
- Corzanes[8]
- Fiolledo (San Pelayo)
- Fornelos (San Juan)
- Leirado (San Salvador)
- Lira (San Simón)
- Lourido (San Andrés)
- Meder (San Adrián)
- Oleiros (Santa María)
- Pesqueiras (Santa Marina)
- Porto (San Pablo)
- Salvatierra[8]
- Sotolobre[8]
- Uma (San Andrés)
- Vilacoba[8]